# Øyvind Berg
Øyvind Berg, norveški smučarski skakalec, * 10. marec 1971.
Na tekmah najvišjega nivoja je nastopal od leta 1983 do leta 1996. Osvojil je ekipno zlato medaljo na svetovnem prvenstvu v Falunu leta 1993, posamično pa je bil 22. na mali skakalnici. Njegov najboljši dosežek v svetovnem pokalu je 3. mesto v Trondheimu iz sezoni 1990/91. Nastopil je tudi na olimpijskih igrah v Lillehammerju leta 1994.